# East Suffolk (contea)
L'East Suffolk, nell'Inghilterra orientale, è stata una delle contee storiche del paese. È stata una contea amministrativa dal 1889 al 1974, quando è entrata a far parte del Suffolk. Il suo capoluogo era Ipswich.